# Walter Hugo Stockmayer
Walter Hugo Stockmayer (Rutherford, 7 de abril de 1914 — Norwich, 9 de maio de 2004) foi um químico estadunidense e professor universitário internacionalmente conhecido. Ex-membro da National Academy of Sciences, ele foi reconhecido como um dos pioneiros da ciência dos polímeros no século XX. Seu interesse específico era em teoria e experimento para a estrutura e dinâmica de moléculas de polímero, incluindo vários usos do método de espalhamento de luz.
Stockmayer começou a se interessar pelos aspectos matemáticos da físico-química durante sua graduação no MIT. Uma bolsa de estudos da Rhodes levou-o ao Jesus College, em Oxford, onde realizou pesquisas sobre a cinética do gás com DL Chapman. Ele apresentou o potencial Stockmayer.
Stockmayer voltou ao MIT para o doutorado, pesquisou e prosseguiu seus estudos de mecânica estatística, que mais tarde continuou na Universidade de Columbia. Ele voltou ao MIT em 1943 para estudar a teoria da formação da rede e o critério de gelificação. Stockmayer cada vez mais direcionou sua atenção para as teorias de soluções de polímeros, dispersão de luz e dinâmica da cadeia.
Após uma bolsa Guggenheim para o ano acadêmico de 1954/1955 em Estrasburgo, França, ele retornou mais uma vez ao MIT, depois mudou-se para o Dartmouth College em 1961. Lá, ele trabalhou principalmente em copolímeros em solução diluída, estabeleceu o jornal Macromolecules, e colaborou com muitos cientistas japoneses.
Stockmayer é mencionado como amigo do autor no romance Breakfast of Champions, de Kurt Vonnegut, e é descrito como um distinto pianista e um bom esquiador. Uma bolsa em homenagem ao Professor Stockmayer foi estabelecida no Dartmouth College em 1994.